# Coupe du monde de patinage de vitesse sur piste courte 2022-2023
Navigation
Édition précédente Édition suivante
Le circuit de coupe du monde de patinage de vitesse sur piste courte 2022-2023 est un circuit de six Coupes du monde sur une période de 5 mois. Il s'agit de la seule compétition de l'Union internationale de patinage à ne pas avoir de classement général, avec uniquement un classement par distance, en dehors des Jeux olympiques.

## Résultats

### Coupe du monde à Montréal
La coupe du monde à Montréal commence le 28 octobre 2022.
| Distance       | Gagnant                                                            | Second                                                                        | Troisième                                                          |
| 500 m          | Steven Dubois                                                      | Lee June-seo                                                                  | Pietro Sighel                                                      |
| 1 000 m        | Roberts Krūzbergs                                                  | Lim Yong-jin                                                                  | Teun Boer                                                          |
| 1 000 m (2)    | Pascal Dion                                                        | Hong Kyung-hwan                                                               | Kim Tae-sung                                                       |
| 1 500 m        | Park Ji-won                                                        | Steven Dubois                                                                 | Hong Kyung-hwan                                                    |
| 5 000 m relais | Corée du Sud Hong Kyung-hwan Lee June-seo Lim Yong-jin Park Ji-won | Kazakhstan Abzal Azhgaliyev Adil Galiakhmetov Nurtilek Kazhgali Denis Nikisha | Canada Pascal Dion Steven Dubois Maxime Laoun Jordan Pierre-Gilles |

| Distance       | Gagnante                                                                     | Seconde                                                      | Troisième                                                                |
| 500 m          | Xandra Velzeboer                                                             | Natalia Maliszewska                                          | Shim Suk-hee                                                             |
| 1 000 m        | Xandra Velzeboer                                                             | Shim Suk-hee                                                 | Seo Whi-min                                                              |
| 1 000 m (2)    | Suzanne Schulting                                                            | Choi Min-jeong                                               | Kim Gil-li                                                               |
| 1 500 m        | Suzanne Schulting                                                            | Kim Gil-li                                                   | Kristen Santos-Griswold                                                  |
| 3 000 m relais | Pays-Bas Suzanne Schulting Selma Poutsma Michelle Velzeboer Xandra Velzeboer | Canada Danaé Blais Kim Boutin Rikki Doak Renee Marie Steenge | Italie Arianna Valcepina Elisa Confortola Gloria Ioriatti Arianna Sighel |

| Distance             | Gagnants                                                         | Seconds                                                       | Troisièmes                                                         |
| 2 000 m relais mixte | Corée du Sud Kim Geon-hee Lee June-seo Lim Yong-jin Shim Suk-hee | Belgique Hanne Desmet Stijn Desmet Tineke den Dulk Ward Pétré | Canada Rikki Doak Mathieu Pelletier Félix Roussel Courtney Sarault |

### Coupe du monde à Salt Lake City
La coupe du monde à Salt Lake City commence le 10 novembre 2022.
| Distance       | Gagnant                                                            | Second                                                             | Troisième                                            |
| 500 m          | Maxime Laoun                                                       | Abzal Azhgaliyev                                                   | Lee June-seo                                         |
| 500 m (2)      | Jens van 't Wout                                                   | Denis Nikisha                                                      | Pietro Sighel                                        |
| 1 000 m        | Park Ji-won                                                        | Hong Kyung-hwan                                                    | Adil Galiakhmetov                                    |
| 1 500 m        | Jens van 't Wout                                                   | Park Ji-won                                                        | Reinis Bērziņš                                       |
| 5 000 m relais | Canada Pascal Dion Steven Dubois Maxime Laoun Jordan Pierre-Gilles | Corée du Sud Hong Kyung-hwan Kim Tae-sung Lim Yong-jin Park Ji-won | Chine Li Kongchao Li Wenlong Liu Guanyi Zhong Yuchen |

| Distance       | Gagnante                                                      | Seconde                                                            | Troisième                                                                |
| 500 m          | Kim Boutin                                                    | Natalia Maliszewska                                                | Kristen Santos-Griswold                                                  |
| 500 m (2)      | Xandra Velzeboer                                              | Choi Min-jeong                                                     | Rikki Doak                                                               |
| 1 000 m        | Suzanne Schulting                                             | Courtney Sarault                                                   | Kristen Santos-Griswold                                                  |
| 1 500 m        | Kim Gil-li                                                    | Anna Seidel                                                        | Choi Min-jeong                                                           |
| 3 000 m relais | Corée du Sud Kim Geon-hee Kim Gil-li Seo Whi-min Shim Suk-hee | Canada Danaé Blais Kim Boutin Courtney Sarault Renee Marie Steenge | Italie Arianna Valcepina Elisa Confortola Gloria Ioriatti Arianna Sighel |

| Distance             | Gagnants                                                | Seconds                                                            | Troisièmes                                                        |
| 2 000 m relais mixte | Chine Wang Xinran Li Wenlong Zhang Chutong Zhong Yuchen | Corée du Sud Hong Kyung-hwan Kim Tae-sung Lee So-youn Shim Suk-hee | États-Unis Brandon Kim Andrew Heo Kristen Santos Corinne Stoddard |

### Coupe du monde à Almaty (1)
La première coupe du monde à Almaty commence le 9 décembre 2022.
| Distance       | Gagnant                                                              | Second                                                             | Troisième                                                           |
| 500 m          | Kim Tae-sung                                                         | Denis Nikisha                                                      | Jang Sung-woo                                                       |
| 1 000 m        | Jens van 't Wout                                                     | Pascal Dion                                                        | Jordan Pierre-Gilles                                                |
| 1 500 m        | Hong Kyung-hwan                                                      | Stijn Desmet                                                       | Kim Tae-sung                                                        |
| 1 500 m (2)    | Park Ji-won                                                          | Hong Kyung-hwan                                                    | Pascal Dion                                                         |
| 5 000 m relais | Canada Félix Roussel Steven Dubois Maxime Laoun Jordan Pierre-Gilles | Corée du Sud Hong Kyung-hwan Kim Tae-sung Lim Yong-jin Park Ji-won | Japon Shogo Miyata Kiichi Shigehiro Keita Watanabe Kazuki Yoshinaga |

| Distance       | Gagnante                                                      | Seconde                                                                      | Troisième                                                       |
| 500 m          | Kim Boutin                                                    | Suzanne Schulting                                                            | Kristen Santos-Griswold                                         |
| 1 000 m        | Courtney Sarault                                              | Shim Suk-hee                                                                 | Corinne Stoddard                                                |
| 1 500 m        | Suzanne Schulting                                             | Choi Min-jeong                                                               | Kim Gil-li                                                      |
| 1 500 m (2)    | Hanne Desmet                                                  | Courtney Sarault                                                             | Anna Seidel                                                     |
| 3 000 m relais | Canada Danaé Blais Rikki Doak Courtney Sarault Claudia Gagnon | Pays-Bas Suzanne Schulting Selma Poutsma Michelle Velzeboer Yara van Kerkhof | Corée du Sud Choi Min-jeong Kim Gil-li Park Ji-yun Shim Suk-hee |

| Distance             | Gagnants                                                            | Seconds                                              | Troisièmes                                                    |
| 2 000 m relais mixte | Corée du Sud Choi Min-jeong Hong Kyung-hwan Kim Gil-li Lim Yong-jin | Chine Gong Li Lin Xiaojun Zhang Chutong Zhong Yuchen | Belgique Hanne Desmet Stijn Desmet Tineke den Dulk Ward Pétré |

### Coupe du monde à Almaty (2)
La première coupe du monde à Almaty commence le 16 décembre 2022.
| Distance       | Gagnant                                                                  | Second                                                        | Troisième                                                        |
| 500 m          | Diané Sellier                                                            | Steven Dubois                                                 | Denis Nikisha                                                    |
| 500 m (2)      | Denis Nikisha                                                            | Jang Sung-woo                                                 | Stijn Desmet                                                     |
| 1 000 m        | Park Ji-won                                                              | Steven Dubois                                                 | Roberts Krūzbergs                                                |
| 1 500 m        | Park Ji-won                                                              | Stijn Desmet                                                  | Hong Kyung-hwan                                                  |
| 5 000 m relais | Canada William Dandjinou Steven Dubois Maxime Laoun Jordan Pierre-Gilles | Pays-Bas Itzhak de Laat Friso Emons Kay Huisman Sjinkie Knegt | Japon Dan Iwasa Kiichi Shigehiro Keita Watanabe Kazuki Yoshinaga |

| Distance       | Gagnante                                                     | Seconde                                                            | Troisième                                                            |
| 500 m          | Suzanne Schulting                                            | Natalia Maliszewska                                                | Yara van Kerkhof                                                     |
| 500 m (2)      | Yara van Kerkhof                                             | Xandra Velzeboer                                                   | Petra Jászapáti                                                      |
| 1 000 m        | Suzanne Schulting                                            | Kristen Santos-Griswold                                            | Anna Seidel                                                          |
| 1 500 m        | Courtney Sarault                                             | Hanne Desmet                                                       | Shim Suk-hee                                                         |
| 3 000 m relais | Corée du Sud Kim Gil-li Lee So-youn Seo Whi-min Shim Suk-hee | Canada Danaé Blais Kim Boutin Courtney Sarault Renee Marie Steenge | Hongrie Sára Bácskai Zsófia Kónya Maja Somodi Rebeka Sziliczei-Nemet |

| Distance             | Gagnants                                                      | Seconds                                                       | Troisièmes                                                                 |
| 2 000 m relais mixte | Corée du Sud Kim Gil-li Lim Yong-jin Park Ji-won Shim Suk-hee | Belgique Hanne Desmet Stijn Desmet Tineke den Dulk Ward Pétré | Pologne Michal Niewinski Diané Sellier Kamila Stormowska Gabriela Topolska |

### Coupe du monde à Dresde
La manche de la coupe du monde à Dresde commence le 3 février 2023.
| Distance       | Gagnant                                                                 | Second                                                       | Troisième                                                                   |
| 500 m          | Lin Xiaojun                                                             | Zhong Yuchen                                                 | Kazuki Yoshinaga                                                            |
| 1 000 m        | Park Ji-won                                                             | Roberts Krūzbergs                                            | Félix Roussel                                                               |
| 1 500 m        | Lee June-seo                                                            | Pietro Sighel                                                | Lim Yong-jin                                                                |
| 1 500 m (2)    | Park Ji-won                                                             | Sjinkie Knegt                                                | Reinis Bērziņš                                                              |
| 5 000 m relais | Chine Li Wenlong Liu Guanyi Zhong Yuchen Song Jiahua Lin Xiaojun Li Kun | Japon Dan Iwasa Shōgo Miyata Keita Watanabe Kazuki Yoshinaga | HongrieBence NogradiAlex VarnyuDaniel TiborczAttila TalabosBalazs Bontovics |

| Distance       | Gagnante                                                                                  | Seconde                                                                                      | Troisième                                                                                |
| 500 m          | Suzanne Schulting                                                                         | Xandra Velzeboer                                                                             | Choi Min-jeong                                                                           |
| 1 000 m        | Suzanne Schulting                                                                         | Hanne Desmet                                                                                 | Zhang Chutong                                                                            |
| 1 500 m        | Choi Min-jeong                                                                            | Kristen Santos-Griswold                                                                      | Courtney Sarault                                                                         |
| 1 500 m (2)    | Kim Gil-li                                                                                | Anna Seidel                                                                                  | Shim Suk-hee                                                                             |
| 3 000 m relais | Pays-Bas Xandra VelzeboerYara van KerkhofSuzanne SchultingSelma PoutsmaMichelle Velzeboer | Canada Danaé Blais Kim Boutin Courtney Sarault Rikki Doak Claudia Gagnon Renee Marie Steenge | Corée du Sud Choi Min-jeong Kim Gil-li Lee So-youn Seo Whi-min Shim Suk-hee Kim Geon-hee |

| Distance             | Gagnants                                                                           | Seconds | Troisièmes                                                                                            |
| 2 000 m relais mixte | ItalieArianna ValcepinaArianna SighelThomas NadaliniPietro SighelAndrea Cassinelli | Corée du Sud Choi Min-jeongShim Suk-heeKim Gil-liKim Geon-heeLee June-seoLim Yong-jinHong Kyung-hwanPark Ji-won | Pays-BasXandra VelzeboerSuzanne SchultingSelma PoutsmaItzhak de LaatJens van 't WoutMelle van 't Wout |

## Coupe du monde à Dordrecht
La dernière manche de la coupe du monde commence à Dordrecht le 10 février 2023.
| Distance       | Gagnant                                                                    | Second                                                           | Troisième                                                                   |
| 500 m          | Lin Xiaojun                                                                | Lim Yong-jin                                                     | Lukasz Kuczynski                                                            |
| 1 000 m        | Steven Dubois                                                              | Pascal Dion                                                      | Roberts Krūzbergs                                                           |
| 1 000 m (2)    | Park Ji-won                                                                | Pascal Dion                                                      | Luca Spechenhauser                                                          |
| 1 500 m        | Park Ji-won                                                                | Lee Dong-hyun                                                    | Jens van 't Wout                                                            |
| 5 000 m relais | Corée du SudLim Yong-jinLee DonghyunKim Tae-sungHong Kyung-hwanPark Ji-won | Chine Li Wenlong Liu Guanyi Zhong Yuchen Song Jiahua Lin Xiaojun | Japon Dan Iwasa Shōgo Miyata Keita Watanabe Kazuki YoshinagaKatsunori Koike |

| Distance       | Gagnante                                                                                     | Seconde                                                                         | Troisième                               |
| 500 m          | Xandra Velzeboer                                                                             | Kim Boutin                                                                      | Doak Rikki                              |
| 1 000 m        | Kim Boutin                                                                                   | Kristen Santos-Griswold                                                         | Xandra Velzeboer                        |
| 1 000 m (2)    | Courtney Sarault                                                                             | Kim Gil-li                                                                      | Suzanne Schulting                       |
| 1 500 m        | Hanne Desmet                                                                                 | Suzanne Schulting                                                               | Shim Suk-hee                            |
| 3 000 m relais | Canada Danaé Blais Kim Boutin Courtney Sarault Rikki Doak Claudia Gagnon Renee Marie Steenge | HongriePetra JászapátiZsófia KónyaRebeka Sziliczei-NemetSára BácskaiMaja Somodi | ChineZang YizeXu AiliWang XinranGong Li |

| Distance             | Gagnants                                                                                      | Seconds | Troisièmes |
| 2 000 m relais mixte | Pays-BasXandra VelzeboerSuzanne SchultingSelma PoutsmaItzhak de LaatJens van 't WoutTeun Boer | CanadaKim BoutinCourtney SaraultRikki DoakRenee Marie StengeJordan Pierre-GillesMaxime LaounWilliam Dandjinou | PologneNatalia MaliszewskaNikola MazurKamila StormowskaGabriela TopolskaMichal NiewinskiDiané SellierLukasz Kuczynski |

## Classement général
Le classement général de la saison se présente comme suit (top 10 uniquement).

### Femmes
1. Suzanne Schulting
2. Courtney Sarault
3. Hanne Desmet
4. Kim Gil-li
5. Kristen Santos
6. Shim Suk-hee
7. Kim Boutin
8. Xandra Velzeboer
9. Choi Min-jeong
10. Corinne Stoddard

### Hommes
1. Park Ji-won
2. Hong Kyung-hwan
3. Steven Dubois
4. Pascal Dion
5. Kim Tae-sung
6. Pietro Sighel
7. Maxime Laoun
8. Roberts Krūzbergs
9. Jens van 't Wout
10. Lim Yong-jin